# Villa Medici von Cafaggiolo

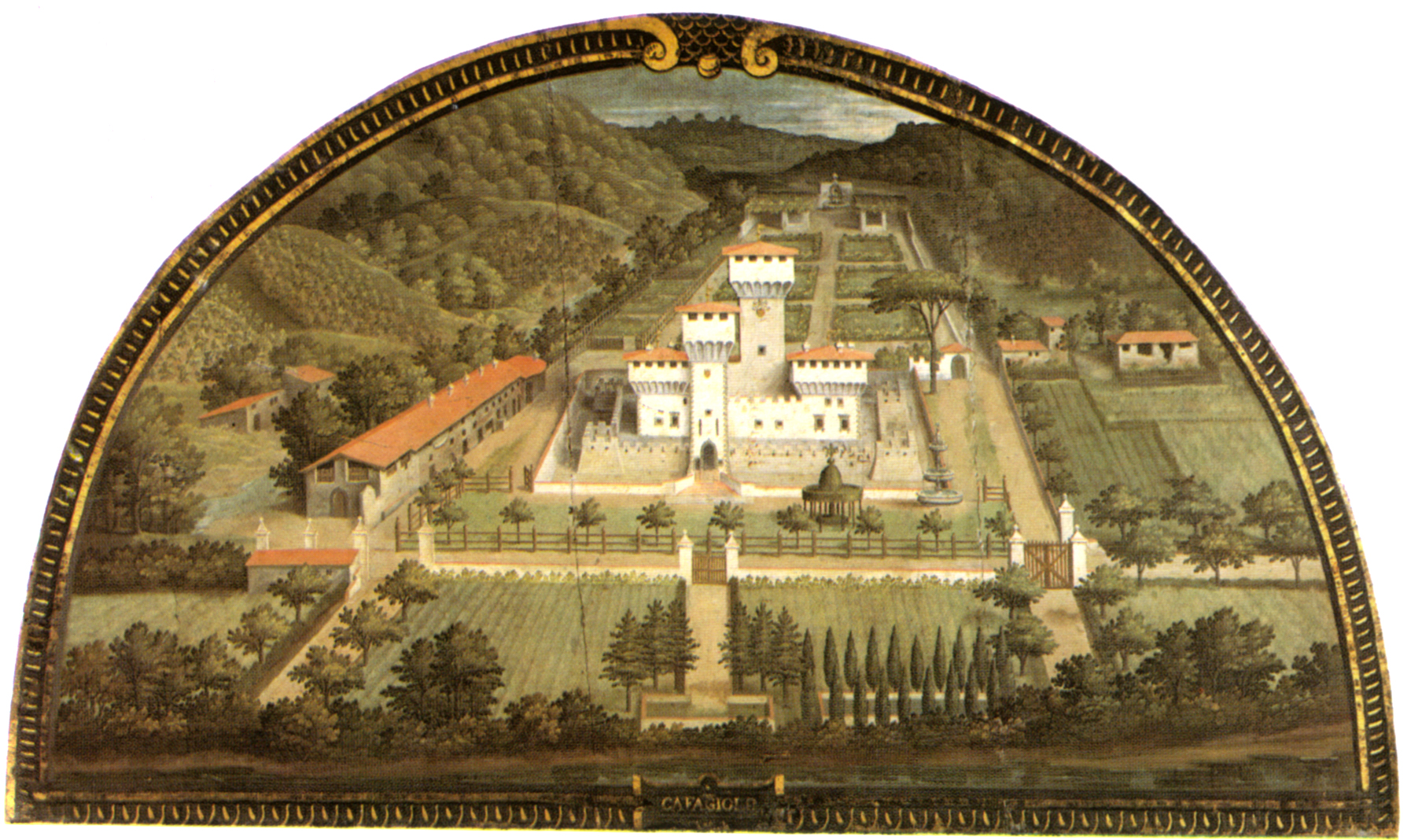
Gemälde von Giusto Utens – die Medici Villa in Cafaggiolo

Die Villa Medici in Cafaggiolo liegt in Cafaggiolo del Mugello, Gemeinde Barberino di Mugello, Metropolitanstadt Florenz, Region Toskana, Italien. Sie gehört zu den toskanischen Medici-Villen.

## Geschichte

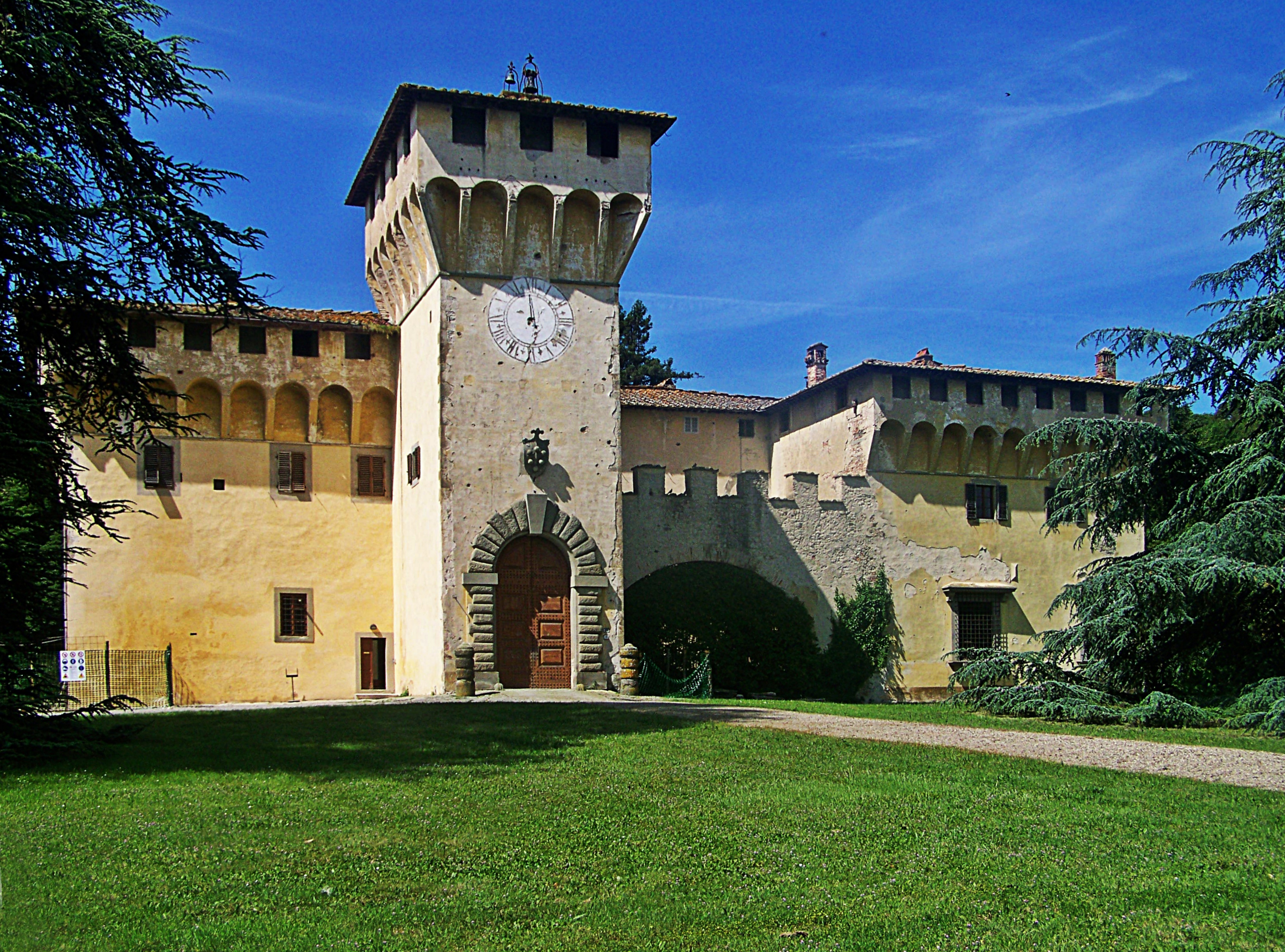
Eingangsseite

Averardo de’ Medici scheint im Kataster des Jahres 1427 als Besitzer des Kastells im Mugello-Tal auf. Cosimo de’ Medici (Il Vecchio), Sohn von Giovanni di Bicci de’ Medici, beauftragte 1451 den Architekten Michelozzo mit dem Umbau zu einem Sommersitz. Die landwirtschaftliche Nutzung wurde durch die seitlich angelegten Wirtschaftsgebäude (fattoria) unterstrichen.
Mit dem Aussterben der Medici mit Gian Gastones Tod im Jahre 1737, ging die Villa an Franz Stephan von Lothringen. Mit dem Einigungsprozess Italiens wurde die Villa beschlagnahmt und fiel an das Haus Savoyen, das es an die Familie Borghese verkaufte.

## Die Villa
Die Villa vermittelt einen recht wehrhaften Eindruck und wie man auf dem Gemälde Giusto Utens im Museum Firenze com´era zu sehen ist, besaß sie ursprünglich zwei Türme. Einer davon befand sich in der äußeren Mauer und sicherte das Tor mit einer Zugbrücke über den Graben. Hier auf dem Land, dreißig Kilometer von Florenz entfernt, war es möglich noch so hohe Türme zu errichten, denn seit 1325 war die Höhe der Geschlechtertürme in der Stadt begrenzt worden.
Im Jahre 1864 erwarben die Borghese die Villa und ließen die Mauer und den Turm schleifen, sowie den Graben zuschütten, um das martialische Aussehen etwas zu lindern.

## Der Garten
Vom Renaissancegarten, den man noch auf dem Gemälde Utens hinter der Villa erkennen kann, ist keine Spur geblieben.